# Carl Stearns Clancy
Carl Stearns Clancy 8 de agosto de 1890 Epping, Estados Unidos - enero 1970 Alexandria, Estados Unidos, fue un viajero de largas distancias, director y productor de cine. Ha sido reconocido por ser la primera persona en circunvalar la tierra en una motocicleta.

## Vida
Clancy nació en New Hampshire en 1890, hijo de Alice Clancy, de Massachusetts, y William Clancy, un irlandés de 55 años. Se convirtió en un escritor de la publicidad.
A principios de octubre de 1912, junto con su compañero de motociclismo, Walter Rendell Storey, navegaron de Nueva York a Dublín, vía Liverpool. Sus motos eran unas Henderson Four (de cuatro cilindros en línea), 934 cc, siete HP (5,2 kW), sin amortiguación, de la compañía Henderson Motorcycle Company de 1912. El editor de la revista The Irish Cyclist, Richard J. Mecredy les dio mapas de carreteras y les ayudó a trazar su ruta en Irlanda. Después de cubrir la parte norte del país, ambos tomaron el ferry a Glasgow. 
Recorrieron en primer lugar todo Reino Unido, en la cual perdieron una la motocicleta de Rendell (arrollada por un tranvía) y llegando a Londres fueron entrevistados por primera vez. 
Continuaron visitando Alemania, Bélgica, Suiza, Holanda y llegando a Paris donde el Walter Rendell volvió a Nueva York y Clanct continuaba su viaje hacia el sur pasando por España y adentrándose en África, donde cruzó todo el norte del continente hasta llegar a Egipto.
Desde este punto recorrió la India, Malasia, China y finalmente Japón. Navegó el Pacífico hasta la costa oeste de Estados Unidos.
Como tramo final de su aventura Clancy atravesó Estados Unidos desde San Francisco a Nueva York en tan solo cuatro días para finalizar en agosto de 1913 su increíble viaje de aproximadamente 29.000 km.
Clancy ayudó a financiar su viaje enviando detalles de su viaje épico a Bicycling World y Motorcycle Review, una revista semanal con sede en Nueva York.
Clancy produjo y dirigió una serie de películas de Will Rogers comenzando con The Headless Horseman en 1922. En su vida posterior, se trasladó a Virginia y realizó documentales para el Servicio Forestal de los Estados Unidos.

### Algunas de sus dichos célebres en este viaje fueron
- Durante un tramo de dos horas tuve diecisiete caídas a causa de las piedras sueltas y el barro (The Bicycling World and Motorcycle Review, 1912)
- Hay que morir en algún momento y morir con las botas de uno es muy noble (España 1913)